# Myra (Harvey)
Pour les articles homonymes, voir Myra.
Myra est un tableau de grande dimension créé par Marcus Harvey en 1995. Il a été présenté lors de l'exposition Sensation des Young British Artists à la Royal Academy of Arts de Londres du 8 septembre au 28 décembre 1997.

## Composition
À première vue, cette œuvre, d'une dimension de 2,70 × 3,40 m, ressemble à une version très agrandie d'une photographie en noir et blanc imprimée dans un journal. Elle est réalisée à l'aide de moulages de la main d'un nourrisson pour constituer une mosaïque d'empreintes de mains noires, grises et blanches, reproduisant ainsi la photographie policière emblématique de Myra Hindley, au visage dur, avec des cheveux blonds peroxydés prise après son arrestation en 1965. Il est souvent erronément dit qu'elle a été prise au moment du procès des meurtres de Saddleworth Moor en 1966. La photographie est largement connue en Grande-Bretagne, ayant été publiée dans des journaux britanniques au cours des décennies qui ont suivi la condamnation de Hindley. Marcus Harvey a dit « Le point essentiel de la peinture est le photographe. Cette photo. Le pouvoir iconique qui lui est venu est le résultat d'années de reproduction obsessionnelle par les médias. ». Le tableau juxtapose consciemment, comme le décrit Jennifer Friedlander, les minuscules empreintes de main d'un « enfant innocent » et le « monde dépravé des adultes », écrit en grand sur une toile gigantesque.
Marcus Harvey a également commenté « Je sais assez pour savoir qu'elle n'a probablement commis aucun des meurtres, qu'elle était juste dans une relation où elle était probablement trop attachée à l'homme qui l'a fait pour se dégager. Que sa vie était probablement trop fade et ennuyeuse pour mettre fin à cette relation. Je ne crois pas que ce soit 30 ans de réputation d'être l'un des meurtriers les plus vils et les plus notoires de l'histoire criminelle britannique. ».
L'agent de Harvey acheta l'œuvre et la vendit à Charles Saatchi pour 11 000 £. Saatchi l'a plus tard vendue pour environ 100 000 £. Elle appartient maintenant au négociant américain en matières premières Frank Gallipoli.

## ExpositionSensation
La peinture a été montrée dans l'exposition très controversée Sensation des Young British Artists à la Royal Academy of Arts de Londres en 1997. Norman Rosenthal, secrétaire de la Royal Academy, a décrit ce tableau comme le tableau le plus important de l'exposition : « un tableau très, très cathartique... C'est une œuvre d'art incroyablement sérieuse et sobre qu'il faut voir ». Avant l'ouverture de l'exposition, cela a toutefois suscité la colère de la presse et du public, notamment le commentaire ironique publié dans un éditorial du Sun : « Myra Hindley doit être accrochée à la Royal Academy. Malheureusement, ce n'est qu'un tableau la représentant ».
Quatre membres de la Royal Academy — Craigie Aitchison, Gillian Ayres, Michael Sandle et John Ward — ont démissionné en signe de protestation contre l'inclusion du tableau dans l'exposition,. Les unités de la police métropolitaine et les unités de police secondaires ont visité l'exposition avant son ouverture, mais n'ont pas trouvé suffisamment d'éléments de preuve pour engager des poursuites à l'encontre de toute exposition au titre de la Loi sur les publications obscènes.
Winnie Johnson (mère de Keith Bennett, l'une des victimes de Hindley, dont le corps n'a toujours pas été retrouvé) a demandé que le portrait soit exclu de l'exposition pour protéger ses sentiments. Elle a rejoint un groupe de protestation, Mothers Against Murder and Aggression, qui a marqué le premier jour de l'exposition, le 18 septembre. L'organisme de bienfaisance Kidscape a accusé l'Académie royale de « l'exploitation malade d'enfants morts » dans le but d'attirer des visiteurs payants pour combler son déficit financier. 
Les fenêtres de Burlington House, où l'académie est basée, ont été brisées. La peinture a été vandalisée à deux reprises, par deux artistes différents, le jour de l'ouverture de l'exposition, le 18 septembre 1997. Lors de la première attaque, Peter Fisher a introduit en contrebande des encres bleues et rouges dans l'exposition, dissimulées à l'intérieur de deux étuis pour film. il jeta l'encre sur la peinture et la barbouilla. Après avoir assisté à la première attaque, Jacques Rolé a quitté l'exposition pour acheter six œufs à Fortnum & Mason, de l'autre côté de Piccadilly, à proximité de la Royal Academy. Il en a lancé trois ou quatre sur le tableau avant d'être arrêté par un officier de police en congé,.
La peinture a été retirée pour être restaurée et réinstallée après deux semaines derrière un écran de protection en perspex. Des agents de sécurité se tenaient à proximité pendant que l'exposition était ouverte au public.
Hindley a écrit depuis sa prison pour demander que son portrait soit retiré de l'exposition, estimant qu'une telle action était nécessaire, car l'œuvre était « un seul mépris non seulement pour la douleur émotionnelle et le traumatisme que subiraient inévitablement les familles des victimes des Moors, mais aussi les familles dont un enfant a été victime... »,. Malgré toutes les protestations, le tableau a continué à être accroché à l'exposition. L'exposition a attiré environ 300 000 visiteurs, ce qui est nettement plus que d'habitude, mais moins que les 813 000 visiteurs attirés par l'exposition Monet de la Royal Academy de 1999.
La réaction à la peinture de Marcus Harvey à Londres a été comparée à celle reçue par la peinture murale de Treize Most Wanted Men, réalisée par Andy Warhol, comprenant des copies de grandes dimension de photographies d'un livret « des plus recherchés » publié par le service de police de New York, et a été installé dans le pavillon de l'État de New York à l'Exposition universelle de 1964. Après les protestations de sponsors, le travail de Warhol a été rapidement surpeint,. La réaction au puissant mélange de sacré et de profane est parallèle à celle de Piss Christ, une photographie de 1987 d'Andres Serrano, primée à Washington DC en 1989 et à Melbourne en 1997, et à la peinture de Chris Ofili, intitulée The Holy Virgin Mary, qui a remporté le prix Turner à New York en 1999.

## Expositions ultérieures
Le travail est ensuite montré quand l'exposition Sensation est présentée en tournée, au Hamburger Berlin Bahnhof du 30 septembre 1998 au 30 janvier 1999, et au Brooklyn Museum of Art du 2 octobre 1999 au 9 janvier 2000, et, plus tard, à la galerie Saatchi au County Hall, au centre de Londres.
La peinture de Marcus Harvey est restée presque inconnue aux États-Unis et a suscité peu de réactions lors de l'ouverture de l'exposition à New York en 1999. La Sainte Vierge Marie de Chris Ofili a attiré plus d'opprobre : l'artiste est qualifié de « malade » et « dégoûtant » par le maire de New York Rudy Giuliani et de la peinture blanche y est projetée par un visiteur.
La peinture de Marcus Harvey fait une brève apparition controversée dans une vidéo promotionnelle pour les Jeux olympiques d'été de 2012 en 2008,.